# لوك دينيسي (لاعب كرة قدم)
لوك دينيسي (بالإنجليزية: Luke Dean)‏ (14 مايو 1991 في المملكة المتحدة - ) هو لاعب كرة قدم بريطاني في مركز الوسط. لعب مع برادفورد سيتي وأوست تاون ‏ ونادي هاروجيت تاون وهنكلي يونايتد ‏ وإف سي هاليفاكس تاون ونادي ووركينغتون ونادي برادفورد بارك أفنيو.

## وصلات خارجية
- لوك دينيسي (لاعب كرة قدم) على موقع قاعدة بيانات كرة القدم.إي يو (الإنجليزية)
- لوك دينيسي (لاعب كرة قدم) على موقع Soccerbase.com (لاعب) (الإنجليزية)
- لوك دينيسي (لاعب كرة قدم) على موقع Soccerway.com (الإنجليزية)